# 莫利 (密蘇里州)
莫利（英語：Morley）是位於美國密蘇里州斯科特縣的城市。

## 人口
根據2020年美國人口普查的數據，莫利的面積為2.08平方千米，皆為陸地。當地共有人口630人，而人口密度為每平方千米303人。